# Дистанційно-керований підводний апарат

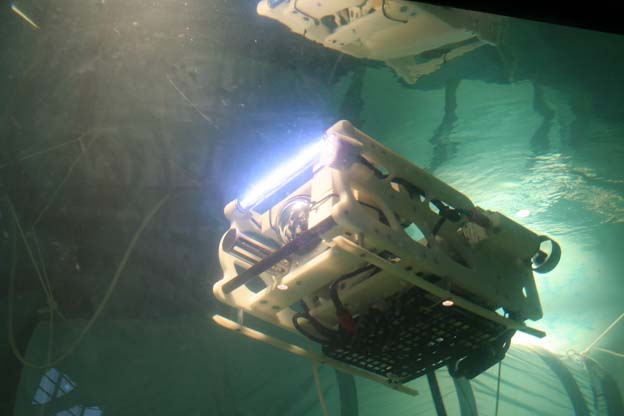
Типовий сучасний міні-ТПА ROV EdVard (2009 рік)

Дистанці́йно-керо́ваний підво́дний апара́т (абр. ДКА, англ. remotely operated underwater vehicle, ROV), також ненасе́лений телекеро́ваний підво́дний апара́т (абр. НПА, ТПА) — занурюваний під воду ненаселений підводний апарат, пристрій, що переміщається в товщі води і (або) по дну, і який керується з поверхні командою пілотів-техніків з борту надводного судна, оснащений спеціальним обладнанням, приладами та інструментами для наукових досліджень, пошукових і аварійно-рятувальних операцій, виробничих робіт під водою, а також у військових цілях. У цей клас підводних апаратів входять різноманітні за призначенням і конструкцією прив'язні, буксирувані і автономні телекеровані підводні апарати.

## Історична довідка

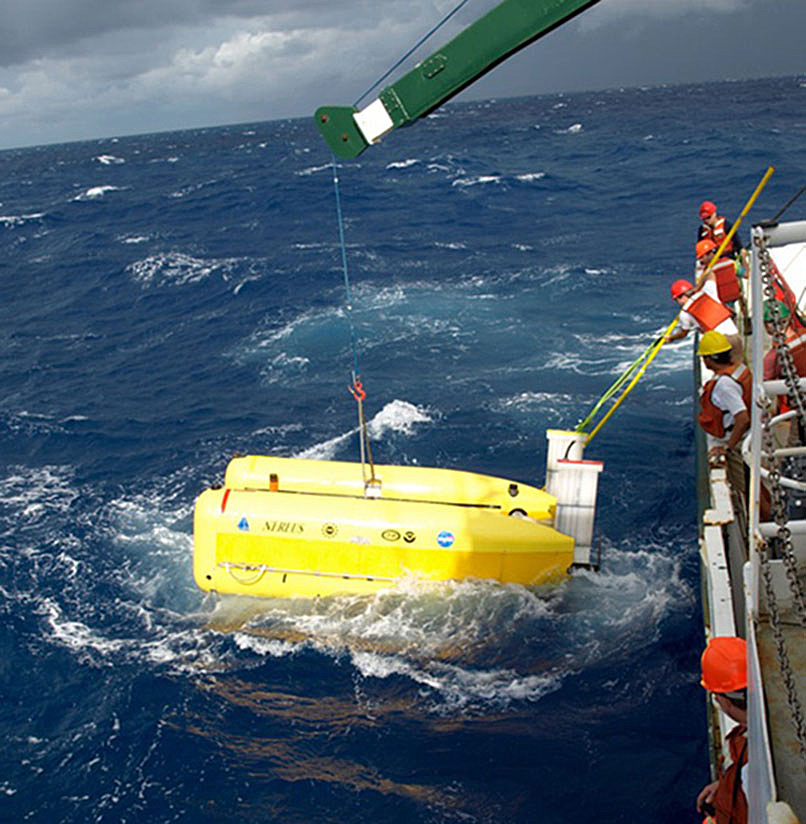
Рекорд глибини занурення належить апарату Nereus

Перші прототипи дистанційно-керованих підводних апаратів були розроблені для військово-морських сил США у 1950-х роках і використовувався для пошуку навчальних торпед. Одним з найвідоміших попередників сучасних телекерованих апаратів є підводний апарат CURV-I, розроблений у 1965 році в США для проведення пошуку і підйому затонулих об'єктів на поверхню і відомий завдяки тому, що саме він 7 квітня 1966 року підняв з 800 метрової глибини термоядерну бомбу, яка впала в море біля берегів Іспанії з літака ВПС США, що зазнав катастрофи. У наступні роки з'явилися телекеровані підводні апарати нового покоління, що мали більшу глибину занурення, досконаліше фототелевізійне і гідроакустичне обладнання, маніпуляторні пристрої (зокрема, CURV-II, CURV-III, «Telenavt-1» в США, «Манта» в СРСР). У 1980-х роках були створені повністю автоматичні автономні телекеровані підводні апарати з робочою глибиною занурення 6000 метрів.
З початку 1980-х дистанційно-керовані апарати почали широко використовуватися в підводному видобутку нафти та газу, при прокладанні та ремонті підводних силових та кабелів зв'язку, трубопроводів, підйому вантажів із затонулих кораблів, геологічної розвідки, пошуку і нейтралізації морських мін, рятуванню екіпажів затонулих підводних човнів, наукових досліджень… Спектр робіт, що виконуються за допомогою ДКА постійно розширюється, а сучасні, особливо глибоководні, нафтогазові бурові платформи проектуються з розрахунку, що підводні роботи будуть виконуватися не водолазами, а ДКА.
Промислові апарати працюють на глибинах до 3000 метрів, a наукові до 6000 метрів. Рекорд глибини занурення належить апарату Nereus, створеному співробітниками Океанографічного інституту у Вудс-Гоулі (англ. Woods Hole Oceanographic Institution). 31 травня 2009 року апарат занурився на дно Маріанської западини на глибину 10902 метри.
В Україні роботи з проектування і створення телекерованих підводних апаратів ведуться з середини 1980-х років Науково-дослідним інститутом підводної техніки Національного університету кораблебудування імені адмірала Макарова. В цей період створено низку наукових шкіл у напрямку проектування глибоководної техніки, спроектовані і побудовані перші зразки вітчизняних дистанційно-керованих підводних апаратів.

## Конструкція
Класичний дистанційно-керований підводний апарат це вільноплаваюча машина, що складається з таких основних компонентів:
1. Шасі для зменшення ваги виготовлене переважно з алюмінієвих чи поліпропіленових конструкцій.
2. Блок додаткової плавучості виготовлений з синтетичної піни.
3. Підводний силовий блок, переважно електрогідравлічний, класична конфігурація — дві гідравлічні помпи, що приводяться в обертання високовольтними електричними двигунами.
4. Система пересування, типова конфігурація якої — чотири горизонтальні, та чотири вертикальні гребні гвинти. За допомогою гвинтів нейтральноплавуча машина в товщі води може рухатися в трьох площинах.
5. Привід гвинтів — в апаратах малої та середньої потужності (до 50 КВт) електричні двигуни постійного струму, a в апаратах вищої потужності гідравлічні двигуни. В гусеничних апаратах для приводу використовуються гідравлічні двигуни.
6. Система керування (підводна частина) складається з силового блоку, блоку зв'язку, та блоку керування.

Зв'язок з надводними системами здійснюється по кабелю живлення та зв'язку (англ. umbilical). Кабель доволі складної конструкції включає декілька силових високовольтних ліній (до 3000 В) для живлення системи керування та електричних двигунів, ліній захисту (гальванічного під'єднання до корпусу судна), та ліній зв'язку. B сучасних глибоководних апаратах лінії зв'язку оптоволоконні. Якщо кабель використовується також для запуску та підйому апарата тоді цей кабель броньований.

## Класифікація
Є декілька характеристик, за якими класифікуються ДКА.
Класифікація за методом пересування:
- Вільноплаваючі апарати (англ. free-flying), це апарати з нейтральною плавучістю, вага яких в стані занурення близька до нуля. Переважно використовуються для роботи в товщі води. Вага в повітрі від кількох кілограмів (VideoRay) до 60 тон (SMD UT-1).
- Гусеничні апарати (трактори), які пересуваються по дну на гусеницях, вага в стані занурення від кількох кілограмів до 50 і більше тонн, вага в повітрі від 6 тонн (Perry ST200) до 85 тонн (EB i-Trencher).
- Буксируванні апарати, пересуваються по дну за допомогою буксирного тросу. Вага в зануреному стані від 15 до 100 тонн. Вага в повітрі від 20 до 250 тонн.

Класифікація за призначенням:
- Оглядові апарати. Встановлена потужність до 20 КВт.
- Робочі апарати (підклас легкі та важкі). Встановлена потужність до 150 КВт.
- Траншейні машини. Апарати, що застосовуються для закопування в дно прокладених кабелів чи труб, глибина траншеї до 3 метрів. Встановлена потужність системи пересування (гвинти та гусениці) до 500 КВт, водяних помп до 1,5 МВт.
- Плуги. Апарати, що застосовуються при прокладанні кабелів чи труб коли є потреба закопати їх в дно, глибина закопування до 4 метрів. Встановлена потужність гідравлічної системи до 50 КВт, водяних помп до 500 КВт.

Також в останні роки все більшої популярності набувають підводні бурові пристрої, що використовуються для зняття геологічних проб дна.

## Типове обладнання ДКА
| - Гідролокатор, - Компас, - Система гідроакустичного позиціонування (HPR), - Фото- і відеокамери, - Освітлювальні лампи, - Датчик глибини, - Висотомір, датчик відстані до дна, - Переважно всі апарати робочого класу мають два маніпулятори. | Також на апаратах робочого класу може встановлюватися додаткове обладнання: - Гідравлічні ножиці для розрізування кабелів і тросів, - Дискові різаки для тросів і труб, - Гідравлічні чи механічні захоплювачі для підйому кабелів (англ. Cable Grabbers) - Магнітодетектори для пошуку закопаних в дно труб і кабелів (TSS 350/340). - Акустичні пристрої для визначення профілю дна (англ. Profilers) |

## Виробники
Основні компанії, що займаються розробкою і виготовленням ДКА:
- англо-американська Perry-Slingsby Systems [Архівовано 24 січня 2012 у Wayback Machine.] (англ.)
- англійська SMD (Soil Machine Dynamics) [Архівовано 15 листопада 2012 у Wayback Machine.] (англ.)
- англійська Saab-Seaeye ltd. [Архівовано 4 листопада 2012 у Wayback Machine.] (англ.)
- американська VideoRay [Архівовано 18 жовтня 2012 у Wayback Machine.] (англ.)